# Vladimir Dezjoerov

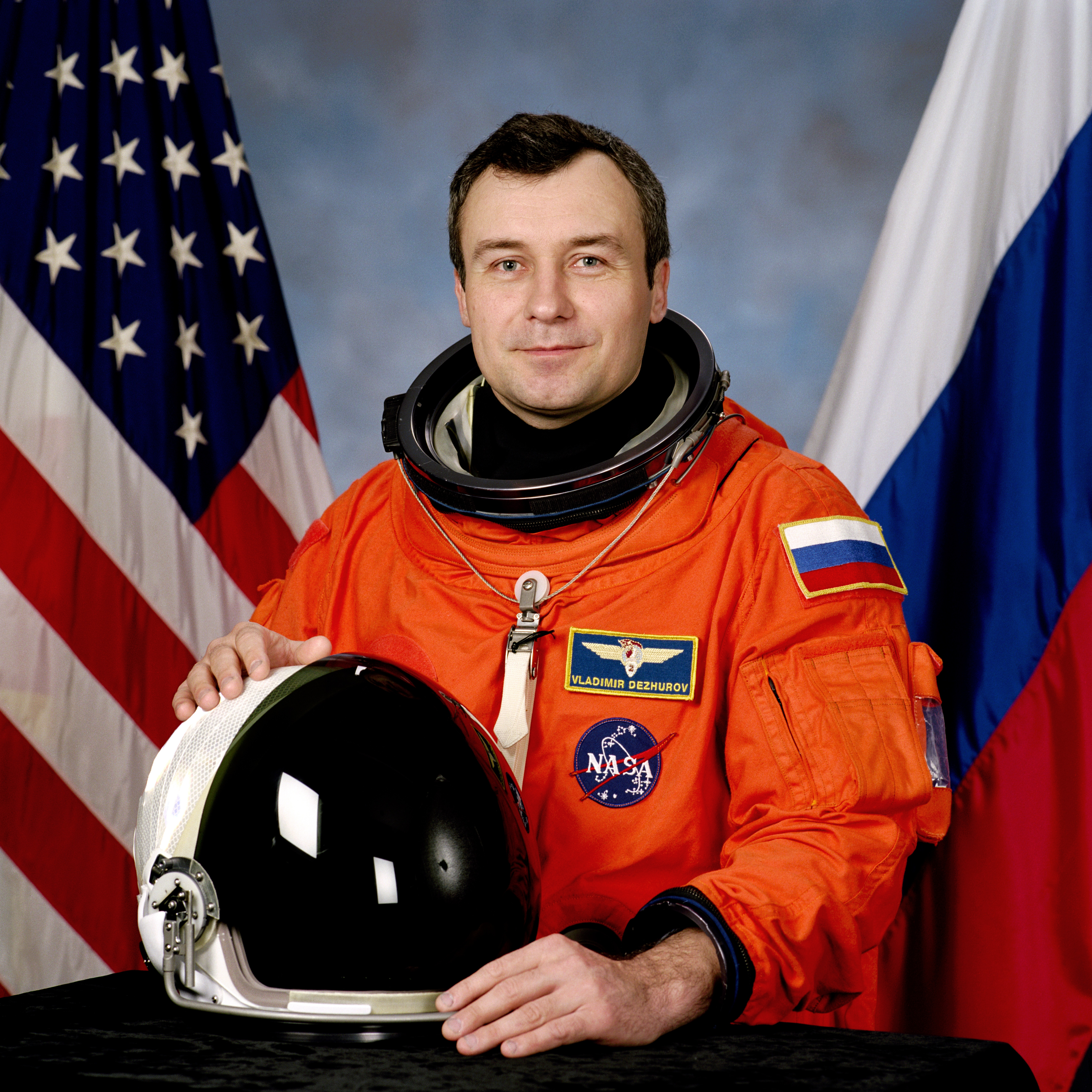

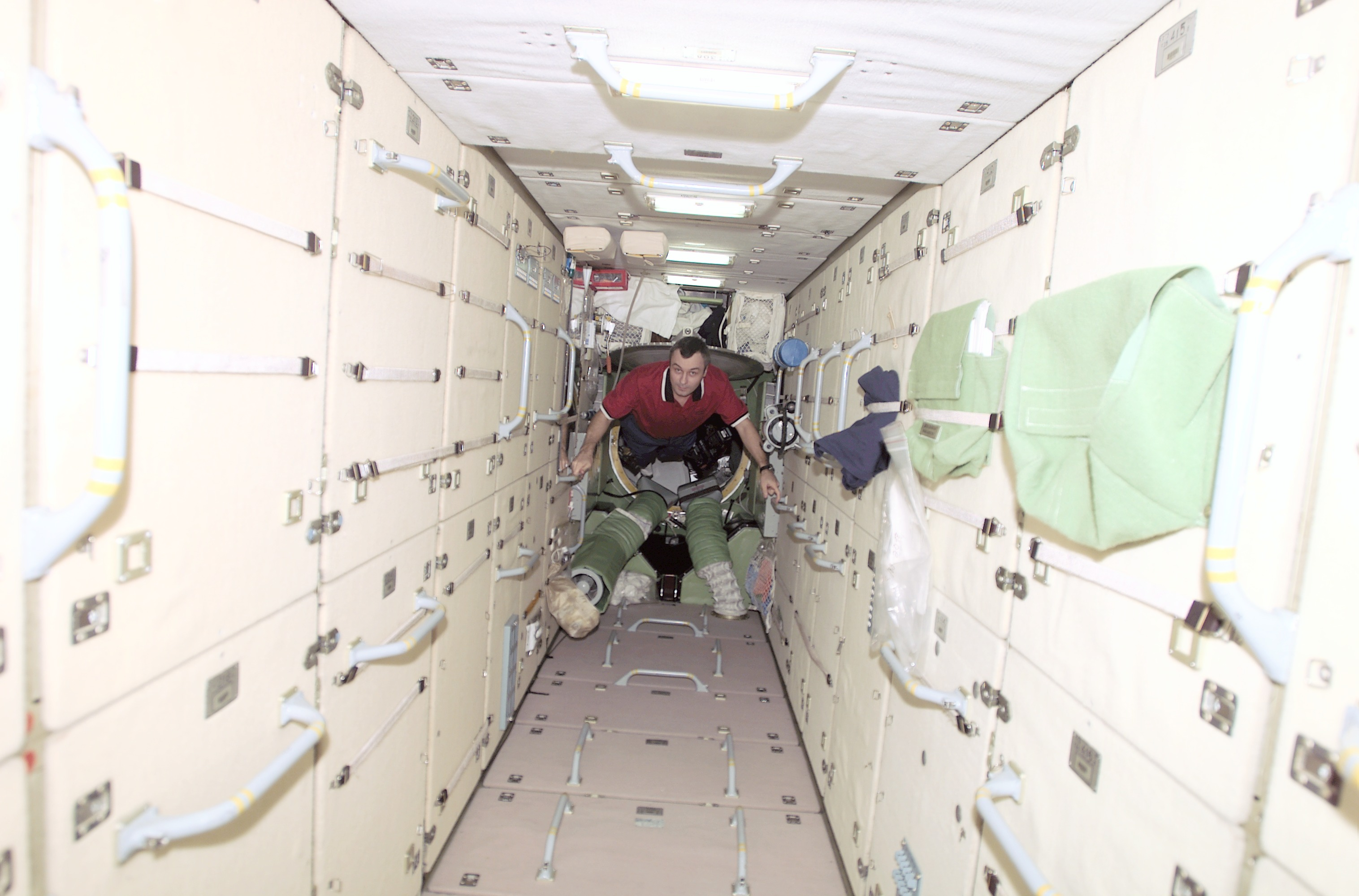
Dezjoerov in de Zarja-module in het ISS in 2001

Vladimir Nikolajevitsj Dezjoerov (Russisch: Влади́мир Никола́евич Дежу́ров) (Javas, 30 juli 1962) is een Russische kosmonaut.
Vladimir Dezjoerov werd geboren op 30 juli 1962 te Javas in het district Zoebovo-Poljanski van de Mordwiense deelrepubliek van Rusland. Hij studeerde af aan de ВВАУЛ (Hoge Militaire Luchtvaartschool) te Charkov in 1983. Hij werd geselecteerd als kosmonaut op 26 maart 1987.
Dezjoerov verbleef, met de Sojoez TM-21 in 1995 en de STS-105 in 2001 in het totaal 244 dagen 5 uur en 28 minuten in de ruimte.
Hij verkreeg op 5 september 1995 de titel "Held van de Russische federatie" en is houder van zes onderscheidingen (waarvan één Amerikaanse). Hij is gehuwd en heeft twee dochters. Hij houdt van skiën en zwemmen.